# Золотарівський заказник
Золотарівський — один з об'єктів природно-заповідного фонду Луганської області, лісовий заказник місцевого значення.

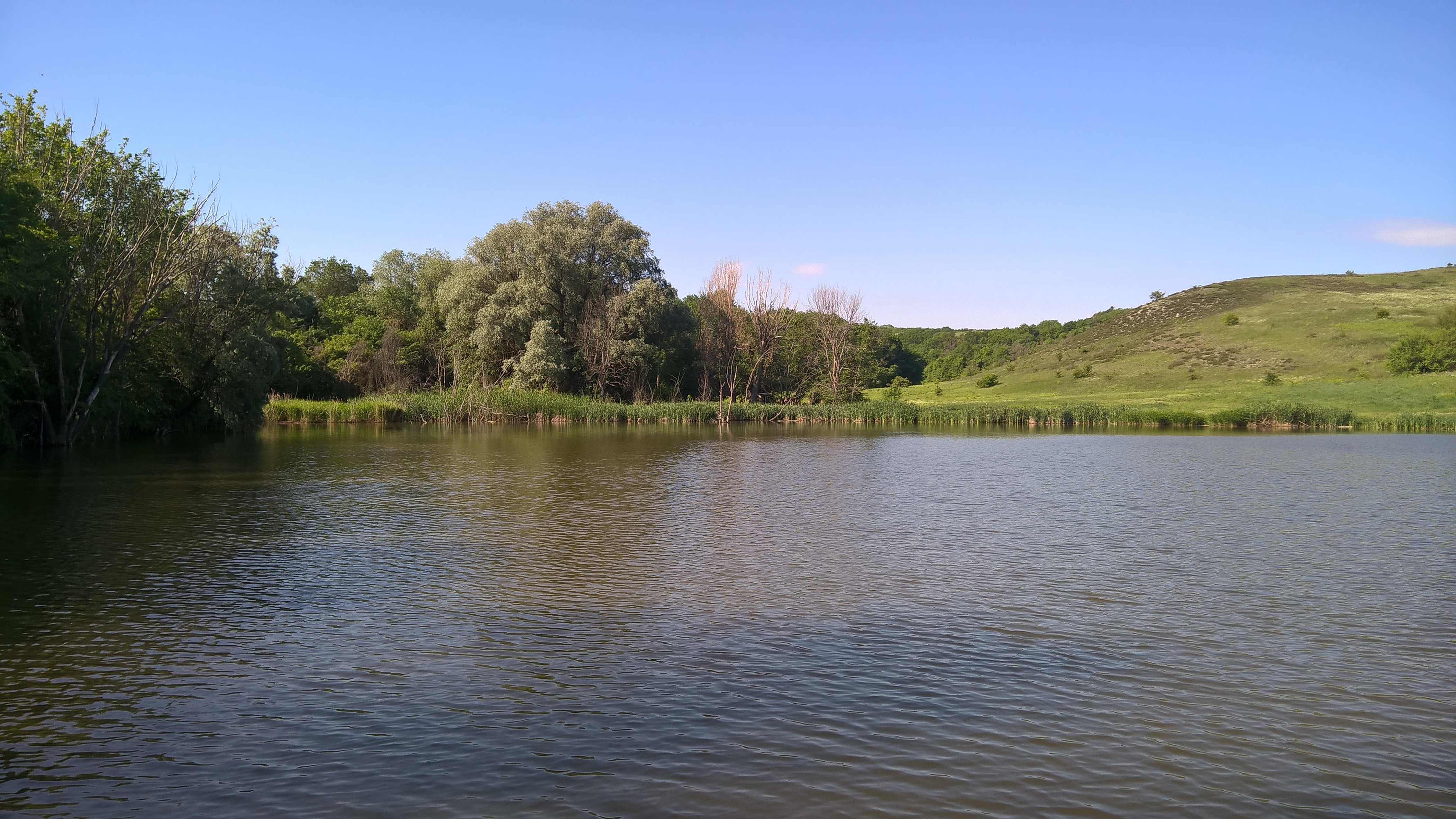

## Розташування
Заказник розташований в Попаснянському районі Луганської області, на території кварталу 145 (лісовпорядкування 1993 року) Сіверськодонецького лісництва Державного підприємства «Сіверськодонецьке лісомисливське господарство» за межами населених пунктів, на території, яка, за даними державного земельного кадастру, враховується у Білогорівській селищній раді.

## Історія
Лісовий заказник місцевого значення «Золотарівський» оголошений рішенням Луганської обласної ради четвертого скликання № 22/14 від 23 грудня 2005 р.

## Загальна характеристика
Лісовий заказник «Золотарівський» має площу 59,0 га.